# Vòng loại Giải vô địch bóng đá thế giới 2022 – Khu vực châu Á (Vòng 2)
Vòng 2 thuộc khu vực châu Á của vòng loại Giải vô địch bóng đá thế giới 2022, đồng thời là vòng 2 của vòng loại Cúp bóng đá châu Á 2023 đã diễn ra từ ngày 5 tháng 9 năm 2019 đến ngày 15 tháng 6 năm 2021.

## Thể thức
Tổng cộng có 40 đội tuyển được bốc thăm chia thành 8 bảng 5 đội để thi đấu vòng tròn hai lượt tính điểm trên sân nhà và sân khách. Trong đó, 34 đội tuyển được xếp hạng 1–34 trong danh sách tham dự của AFC được quyền vào thẳng vòng đấu này và sáu đội khác chiến thắng từ vòng 1.
Bảy đội nhất bảng (trừ Qatar đã vượt qua vòng loại do là đội chủ nhà của Cúp Thế giới) và bốn đội xếp thứ hai có thành tích tốt nhất sẽ giành quyền vào vòng 3.
Các trận đấu trong vòng này cũng là một phần của chiến dịch vòng loại Cúp bóng đá châu Á 2023. 12 đội tuyển giành quyền vào vòng 3 của vòng loại Giải vô địch bóng đá thế giới và Qatar - với vị trí nhất bảng - sẽ đồng thời giành quyền tham dự Cúp bóng đá châu Á 2023. 24 đội tuyển (22 đội giành quyền trực tiếp và 2 đội tuyển giành quyền từ vòng play-off bổ sung) sẽ thi đấu trong vòng 3 của vòng loại Cúp bóng đá châu Á để quyết định 11 suất tham dự còn lại. Tổng cộng, Cúp bóng đá châu Á 2023 sẽ bao gồm 24 đội tuyển.

## Hạt giống
Lễ bốc thăm cho vòng 2 đã được tổ chức vào lúc 17:00 MST (UTC+8) ngày 17 tháng 7 năm 2019 , tại tòa nhà AFC ở Kuala Lumpur, Malaysia.
Hạt giống của các đội được dựa trên bảng xếp hạng thế giới FIFA vào tháng 6 năm 2019 (hiển thị trong dấu ngoặc đơn ở bên dưới).
- Ghi chú: Các đội tuyển in đậm đã giành quyền vào vòng loại thứ ba.

| Nhóm 1 | Nhóm 2 | Nhóm 3 | Nhóm 4 | Nhóm 5 |
| --- | --- | --- | --- | --- |
| 1. Iran (20) 2. Nhật Bản (28) 3. Hàn Quốc (37) 4. Úc (43) 5. Qatar (55) 6. Ả Rập Xê Út (65) 7. Trung Quốc (73) 8. UAE (79) | 1. Iraq (77) 2. Uzbekistan (82) 3. Syria (85) 4. Oman (86) 5. Việt Nam (88) 6. Kyrgyzstan (95) 7. Liban (97) 8. Jordan (98) | 1. Palestine (100) 2. Ấn Độ (101) 3. Bahrain (110) 4. Thái Lan (116) 5. Tajikistan (120) 6. CHDCND Triều Tiên (122) 7. Đài Bắc Trung Hoa (125) 8. Philippines (126) | 1. Turkmenistan (135) 2. Myanmar (138) 3. Hồng Kông (141) 4. Yemen (144) 5. Afghanistan (149) 6. Maldives (151) 7. Kuwait (156) 8. Malaysia (159)† | 1. Indonesia (160) 2. Singapore (162) 3. Nepal (165) 4. Campuchia (169)† 5. Bangladesh (183)† 6. Mông Cổ (187)† 7. Guam (190)† 8. Sri Lanka (201)† |

† Các đội thắng vòng 1

## Lịch thi đấu
Lịch thi đấu của mỗi lượt đấu như sau.
Vào ngày 5 tháng 3 năm 2020, FIFA thông báo rằng họ sẽ theo dõi tình hình sức khỏe trong khu vực để có thể sắp xếp lại các lượt đấu từ 7 đến 10 do đại dịch COVID-19. Sau đó vào ngày 9 tháng 3, FIFA và AFC cùng thông báo rằng các trận đấu thuộc các lượt đấu 7–10 diễn ra vào tháng 3 và tháng 6 năm 2020 đã bị hoãn lại, với thời điểm mới sẽ được xác nhận sau. Tuy nhiên, theo sự chấp thuận của FIFA và AFC và sự đồng ý của cả các hiệp hội thành viên, các trận đấu có thể được diễn ra theo lịch thi đấu với điều kiện là phải đảm bảo sự an toàn của tất cả các cá nhân liên quan đáp ứng các tiêu chuẩn bắt buộc. Vào ngày 5 tháng 6, AFC xác nhận rằng các lượt đấu 7 và 8 được dự kiến diễn ra lần lượt vào ngày 8 và 13 tháng 10 trong khi các lượt đấu 9 và 10 dự kiến bắt đầu vào ngày 12 và 17 tháng 11. Vào ngày 12 tháng 8, FIFA thông báo các trận đấu dự kiến diễn ra vào tháng 10 và tháng 11 năm 2020 sẽ được dời lại sang năm 2021.
Vào ngày 11 tháng 11 năm 2020, Ủy ban thi đấu AFC đã chấp thuận tại cuộc họp thứ ba của họ, rằng tất cả các trận đấu còn lại của vòng 2 sẽ được hoàn thành trước ngày 15 tháng 6 năm 2021, với các lượt đấu 7 và 8 vào tháng 3 năm 2021 và các lượt đấu 9 và 10 vào tháng 6 năm 2021. Tuy nhiên, cũng trong ngày hôm đó, FIFA cùng với các hiệp hội Bangladesh và Qatar đã chấp thuận cho trận đấu vòng 2 duy nhất được lên lịch thi đấu trong năm 2020, trận Qatar gặp Bangladesh diễn ra vào ngày 4 tháng 12.
Vào ngày 19 tháng 2 năm 2021, FIFA và AFC đã hoãn phần lớn các trận đấu sắp diễn ra sang tháng 6.
Lưu ý: Các vị trí trong bảng của Qatar và Bangladesh đã bị hoán đổi do Qatar còn có kế hoạch tham dự Cúp bóng đá Nam Mỹ 2020, giải đấu sau đó bị hoãn lại và trở thành Cúp bóng đá Nam Mỹ 2021.
| Lượt đấu    | Các ngày                                                  | Các trận đấu |
| ----------- | --------------------------------------------------------- | ------------ |
| Lượt đấu 1  | 5 tháng 9 năm 2019                                        | 3 v 2, 5 v 4 |
| Lượt đấu 2  | 10 tháng 9 năm 2019                                       | 4 v 1, 5 v 3 |
| Lượt đấu 3  | 10 tháng 10 năm 2019                                      | 1 v 5, 2 v 4 |
| Lượt đấu 4  | 15 tháng 10 năm 2019                                      | 5 v 2, 3 v 1 |
| Lượt đấu 5  | 14 tháng 11 năm 2019                                      | 4 v 3, 2 v 1 |
| Lượt đấu 6  | 19 tháng 11 năm 2019                                      | 2 v 3, 4 v 5 |
| Lượt đấu 7  | 25 tháng 3, 28 tháng 5 và 3 tháng 6 năm 2021              | 1 v 4, 3 v 5 |
| Lượt đấu 8  | 4 tháng 12 năm 2020, 30 tháng 3 và 7 & 9 tháng 6 năm 2021 | 5 v 1, 4 v 2 |
| Lượt đấu 9  | 30 tháng 3, 30 tháng 5 và 11 tháng 6 năm 2021             | 2 v 5, 1 v 3 |
| Lượt đấu 10 | 15 tháng 6 năm 2021                                       | 3 v 4, 1 v 2 |

| Lượt đấu    | Ngày                                                                        |
| ----------- | --------------------------------------------------------------------------- |
| Lượt đấu 7  | 26 tháng 3 năm 2020, sau ngày 8 tháng 10                                    |
| Lượt đấu 8  | 31 tháng 3 năm 2020, sau ngày 13 tháng 10                                   |
| Lượt đấu 9  | 4 tháng 6 năm 2020, sau ngày 12 tháng 11, sau đó là ngày 7 tháng 6 năm 2021 |
| Lượt đấu 10 | 9 tháng 6 năm 2020, sau ngày 17 tháng 11                                    |

### Địa điểm trung lập
Vào ngày 12 tháng 3 năm 2021, AFC đã xác nhận các quốc gia chủ nhà cho các trận đấu vòng bảng dự kiến diễn ra từ ngày 31 tháng 5 đến ngày 15 tháng 6 năm 2021.
- Bảng A: UAE (Trung Quốc đã tổ chức trận đấu gặp Guam vào ngày 28 tháng 5.)
- Bảng B: Kuwait
- Bảng C: Bahrain
- Bảng D: Ả Rập Xê Út
- Bảng E: Qatar
- Bảng F: Nhật Bản
- Bảng G: UAE
- Bảng H: Hàn Quốc

Hầu hết các đội chủ nhà này là các đội được xếp hạt giống (Nhóm 1) từ mỗi bảng. Chỉ có một số ngoại lệ là bảng A (nơi Các Tiểu vương quốc Ả Rập Thống nhất nhận nhiệm vụ chủ nhà sau khi Trung Quốc không thể tổ chức do các hạn chế boqir COVID-19), bảng B (nơi đội Nhóm 4 Kuwait được quyền tổ chức chứ không phải Úc) và bảng C (nơi đội Nhóm 3 Bahrain được chọn thay vì Iran).

## Các bảng đấu

### Bảng A
| VT | Đội         | ST | T | H | B | BT | BB | HS  | Đ  | Giành quyền tham dự                  |  | Syria | Trung Quốc | Philippines | Maldives | Guam |
| -- | ----------- | -- | - | - | - | -- | -- | --- | -- | ------------------------------------ |  | ----- | ---------- | ----------- | -------- | ---- |
| 1  | Syria       | 8  | 7 | 0 | 1 | 22 | 7  | +15 | 21 | Vòng 3 và Cúp châu Á                 |  |       | 2–1        | 1–0         | 2–1      | 4–0  |
| 2  | Trung Quốc  | 8  | 6 | 1 | 1 | 30 | 3  | +27 | 19 | Vòng 3 và Cúp châu Á                 |  | 3–1   |            | 2–0         | 5–0      | 7–0  |
| 3  | Philippines | 8  | 3 | 2 | 3 | 12 | 11 | +1  | 11 | Vòng loại Cúp châu Á (Vòng 3)        |  | 2–5   | 0–0        |             | 1–1      | 3–0  |
| 4  | Maldives    | 8  | 2 | 1 | 5 | 7  | 20 | −13 | 7  | Vòng loại Cúp châu Á (Vòng 3)        |  | 0–4   | 0–5        | 1–2         |          | 3–1  |
| 5  | Guam        | 8  | 0 | 0 | 8 | 2  | 32 | −30 | 0  | Vòng loại Cúp châu Á (Vòng play-off) |  | 0–3   | 0–7        | 1–4         | 0–1      |      |

| Philippines               | 2–5                            | Syria                                                                    |
| ------------------------- | ------------------------------ | ------------------------------------------------------------------------ |
| - Patiño 6' - Mi. Ott 83' | Chi tiết (FIFA) Chi tiết (AFC) | - Al Somah 14', 55' - Mobayed 30' - Al-Khatib 48' (ph.đ.) - Al-Mawas 85' |

| Guam | 0–1                            | Maldives       |
| ---- | ------------------------------ | -------------- |
|      | Chi tiết (FIFA) Chi tiết (AFC) | - Mahudhee 27' |

| Maldives | 0–5                            | Trung Quốc                                                                     |
| -------- | ------------------------------ | ------------------------------------------------------------------------------ |
|          | Chi tiết (FIFA) Chi tiết (AFC) | - Ngô Hi 34' - Vũ Lỗi 45' - Dương Húc 64' (ph.đ.) - Elkeson 83' (ph.đ.), 90+1' |

| Guam                | 1–4                            | Philippines                                            |
| ------------------- | ------------------------------ | ------------------------------------------------------ |
| - Lopez 67' (ph.đ.) | Chi tiết (FIFA) Chi tiết (AFC) | - Guirado 7' - Reichelt 12' - Schröck 71' - Strauß 81' |

| Trung Quốc                                                              | 7–0                            | Guam |
| ----------------------------------------------------------------------- | ------------------------------ | ---- |
| - Dương Húc 6', 19', 24', 31' - Vũ Lỗi 17' - Ngô Hi 45+1' - Elkeson 75' | Chi tiết (FIFA) Chi tiết (AFC) |      |

| Syria               | 2–1                            | Maldives     |
| ------------------- | ------------------------------ | ------------ |
| - Al Somah 26', 60' | Chi tiết (FIFA) Chi tiết (AFC) | - Ashfaq 70' |

| Syria                                    | 4–0                            | Guam |
| ---------------------------------------- | ------------------------------ | ---- |
| - Al Somah 3', 44', 83' - Al-Mawas 90+3' | Chi tiết (FIFA) Chi tiết (AFC) |      |

| Philippines | 0–0                            | Trung Quốc |
| ----------- | ------------------------------ | ---------- |
|             | Chi tiết (FIFA) Chi tiết (AFC) |            |

| Maldives          | 1–2                            | Philippines               |
| ----------------- | ------------------------------ | ------------------------- |
| - N. Hassan 90+3' | Chi tiết (FIFA) Chi tiết (AFC) | - Ramsay 52' - Strauß 68' |

| Syria                                    | 2–1                            | Trung Quốc   |
| ---------------------------------------- | ------------------------------ | ------------ |
| - Omari 19' - Trương Lâm Bồng 76' (l.n.) | Chi tiết (FIFA) Chi tiết (AFC) | - Vũ Lỗi 30' |

| Syria           | 1–0                            | Philippines |
| --------------- | ------------------------------ | ----------- |
| - Al Salama 23' | Chi tiết (FIFA) Chi tiết (AFC) |             |

| Maldives                                            | 3–1                            | Guam         |
| --------------------------------------------------- | ------------------------------ | ------------ |
| - Samooh 23' - T. Nicklaw 38' (l.n.) - Ashfaq 90+1' | Chi tiết (FIFA) Chi tiết (AFC) | - Matkin 49' |

| Guam | 0–7                            | Trung Quốc                                                                                       |
| ---- | ------------------------------ | ------------------------------------------------------------------------------------------------ |
|      | Chi tiết (FIFA) Chi tiết (AFC) | - Vũ Lỗi 20' (ph.đ.), 55' - Kim Kính Đạo 39' - Ngô Hi 61' - Elkeson 65' - Alan Carvalho 83', 87' |

| Maldives | 0–4                            | Syria                                                           |
| -------- | ------------------------------ | --------------------------------------------------------------- |
|          | Chi tiết (FIFA) Chi tiết (AFC) | - Al-Mawas 29', 45+2' (ph.đ.), 71' (ph.đ.) - Aosman 33' (ph.đ.) |

| Guam | 0–3                            | Syria                             |
| ---- | ------------------------------ | --------------------------------- |
|      | Chi tiết (FIFA) Chi tiết (AFC) | - Mardikian 6', 9' - Al-Mawas 84' |

| Trung Quốc                              | 2–0                            | Philippines |
| --------------------------------------- | ------------------------------ | ----------- |
| - Vũ Lỗi 56' (ph.đ.) - Ngô Hưng Hàm 65' | Chi tiết (FIFA) Chi tiết (AFC) |             |

| Philippines                                  | 3–0                            | Guam |
| -------------------------------------------- | ------------------------------ | ---- |
| - Guirado 12' - Wilhoffer 60' - Haftmann 88' | Chi tiết (FIFA) Chi tiết (AFC) |      |

| Trung Quốc                                                                   | 5–0                            | Maldives |
| ---------------------------------------------------------------------------- | ------------------------------ | -------- |
| - Lưu Bân Bân 5' - Vũ Lỗi 30' - Alan 68' - Trương Vũ Ninh 69' - Đàm Long 79' | Chi tiết (FIFA) Chi tiết (AFC) |          |

| Philippines   | 1–1                            | Maldives    |
| ------------- | ------------------------------ | ----------- |
| - Guirado 19' | Chi tiết (FIFA) Chi tiết (AFC) | - Fasir 25' |

| Trung Quốc                                                        | 3–1                            | Syria        |
| ----------------------------------------------------------------- | ------------------------------ | ------------ |
| - Trương Hi Triết 43' - Vũ Lỗi 69' (ph.đ.) - Trương Vũ Ninh 90+3' | Chi tiết (FIFA) Chi tiết (AFC) | - Aosman 50' |

### Bảng B
| VT | Đội               | ST | T | H | B | BT | BB | HS  | Đ  | Giành quyền tham dự                  |  | Úc  | Kuwait | Jordan | Nepal | Đài Bắc Trung Hoa |
| -- | ----------------- | -- | - | - | - | -- | -- | --- | -- | ------------------------------------ |  | --- | ------ | ------ | ----- | ----------------- |
| 1  | Úc                | 8  | 8 | 0 | 0 | 28 | 2  | +26 | 24 | Vòng 3 và Cúp châu Á                 |  |     | 3–0    | 1–0    | 5–0   | 5–1               |
| 2  | Kuwait            | 8  | 4 | 2 | 2 | 19 | 7  | +12 | 14 | Vòng loại Cúp châu Á (Vòng 3)        |  | 0–3 |        | 0–0    | 7–0   | 9–0               |
| 3  | Jordan            | 8  | 4 | 2 | 2 | 13 | 3  | +10 | 14 | Vòng loại Cúp châu Á (Vòng 3)        |  | 0–1 | 0–0    |        | 3–0   | 5–0               |
| 4  | Nepal             | 8  | 2 | 0 | 6 | 4  | 22 | −18 | 6  | Vòng loại Cúp châu Á (Vòng 3)        |  | 0–3 | 0–1    | 0–3    |       | 2–0               |
| 5  | Đài Bắc Trung Hoa | 8  | 0 | 0 | 8 | 4  | 34 | −30 | 0  | Vòng loại Cúp châu Á (Vòng play-off) |  | 1–7 | 1–2    | 1–2    | 0–2   |                   |

| Đài Bắc Trung Hoa | 1–2                            | Jordan                   |
| ----------------- | ------------------------------ | ------------------------ |
| - Ôn Chí Hào 81'  | Chi tiết (FIFA) Chi tiết (AFC) | - Faisal 19' - Samir 37' |

| Kuwait                                                                                            | 7–0                            | Nepal |
| ------------------------------------------------------------------------------------------------- | ------------------------------ | ----- |
| - Nasser 6', 50' - Al Hajeri 13' - Mawei 59' - Al-Mutawa 67' - Abujabarah 90+4' - Al-Musawi 90+7' | Chi tiết (FIFA) Chi tiết (AFC) |       |

| Kuwait | 0–3                            | Úc                          |
| ------ | ------------------------------ | --------------------------- |
|        | Chi tiết (FIFA) Chi tiết (AFC) | - Leckie 7', 30' - Mooy 38' |

| Đài Bắc Trung Hoa | 0–2                            | Nepal           |
| ----------------- | ------------------------------ | --------------- |
|                   | Chi tiết (FIFA) Chi tiết (AFC) | - Bista 4', 62' |

| Úc                                                           | 5–0                            | Nepal |
| ------------------------------------------------------------ | ------------------------------ | ----- |
| - Maclaren 6', 19', 90' - Souttar 23' - Rajbanshi 59' (l.n.) | Chi tiết (FIFA) Chi tiết (AFC) |       |

| Jordan | 0–0                            | Kuwait |
| ------ | ------------------------------ | ------ |
|        | Chi tiết (FIFA) Chi tiết (AFC) |        |

| Jordan                                           | 3–0                            | Nepal |
| ------------------------------------------------ | ------------------------------ | ----- |
| - Shelbaieh 56' (ph.đ.) - Ersan 78' - Faisal 88' | Chi tiết (FIFA) Chi tiết (AFC) |       |

| Đài Bắc Trung Hoa   | 1–7                            | Úc                                                                     |
| ------------------- | ------------------------------ | ---------------------------------------------------------------------- |
| - Trần Nghị Duy 21' | Chi tiết (FIFA) Chi tiết (AFC) | - Taggart 12', 19' - Irvine 34', 37' - Maclaren 84' - Souttar 73', 89' |

| Kuwait | 9–0                            | Đài Bắc Trung Hoa |
| --- | ------------------------------ | ----------------- |
| - Nasser 22', 59' - Al Ansari 42' - Al-Faneeni 49' - Al-Mutawa 55' - Zayid 62' - Al-Khaldi 73' - Trần Uy Toàn 77' (l.n.) - Ajab 81' | Chi tiết (FIFA) Chi tiết (AFC) |                   |

| Jordan | 0–1                            | Úc            |
| ------ | ------------------------------ | ------------- |
|        | Chi tiết (FIFA) Chi tiết (AFC) | - Taggart 13' |

| Jordan                                                        | 5–0                            | Đài Bắc Trung Hoa |
| ------------------------------------------------------------- | ------------------------------ | ----------------- |
| - Faisal 4', 75' - Ersan 25' - Al-Ajalin 43' - Al-Dardour 62' | Chi tiết (FIFA) Chi tiết (AFC) |                   |

| Nepal | 0–1                            | Kuwait          |
| ----- | ------------------------------ | --------------- |
|       | Chi tiết (FIFA) Chi tiết (AFC) | - Al-Mutawa 28' |

| Nepal                                    | 2–0                            | Đài Bắc Trung Hoa |
| ---------------------------------------- | ------------------------------ | ----------------- |
| - An. Bista 3' (ph.đ.) - N. Shrestha 80' | Chi tiết (FIFA) Chi tiết (AFC) |                   |

| Úc                                     | 3–0                            | Kuwait |
| -------------------------------------- | ------------------------------ | ------ |
| - Leckie 1' - Irvine 24' - Hrustic 66' | Chi tiết (FIFA) Chi tiết (AFC) |        |

| Nepal | 0–3                            | Jordan                                  |
| ----- | ------------------------------ | --------------------------------------- |
|       | Chi tiết (FIFA) Chi tiết (AFC) | - Faisal 23' (ph.đ.), 48' - Al-Arab 67' |

| Úc                                                                   | 5–1                            | Đài Bắc Trung Hoa  |
| -------------------------------------------------------------------- | ------------------------------ | ------------------ |
| - Souttar 12' - Maclaren 27' (ph.đ.) - Sainsbury 41' - Duke 46', 84' | Chi tiết (FIFA) Chi tiết (AFC) | - Cao Uy Khiết 62' |

| Nepal | 0–3                            | Úc                                    |
| ----- | ------------------------------ | ------------------------------------- |
|       | Chi tiết (FIFA) Chi tiết (AFC) | - Leckie 6' - Karacic 38' - Boyle 57' |

| Kuwait | 0–0                            | Jordan |
| ------ | ------------------------------ | ------ |
|        | Chi tiết (FIFA) Chi tiết (AFC) |        |

| Úc            | 1–0                            | Jordan |
| ------------- | ------------------------------ | ------ |
| - Souttar 77' | Chi tiết (FIFA) Chi tiết (AFC) |        |

| Đài Bắc Trung Hoa    | 1–2                            | Kuwait           |
| -------------------- | ------------------------------ | ---------------- |
| - Ngô Tuấn Thanh 51' | Chi tiết (FIFA) Chi tiết (AFC) | - Naser 14', 71' |

### Bảng C
| VT | Đội       | ST | T | H | B | BT | BB | HS  | Đ  | Giành quyền tham dự                  |  | Iran | Iraq | Bahrain | Hồng Kông | Campuchia |
| -- | --------- | -- | - | - | - | -- | -- | --- | -- | ------------------------------------ |  | ---- | ---- | ------- | --------- | --------- |
| 1  | Iran      | 8  | 6 | 0 | 2 | 34 | 4  | +30 | 18 | Vòng 3 và Cúp châu Á                 |  |      | 1–0  | 3–0     | 3–1       | 14–0      |
| 2  | Iraq      | 8  | 5 | 2 | 1 | 14 | 4  | +10 | 17 | Vòng 3 và Cúp châu Á                 |  | 2–1  |      | 0–0     | 2–0       | 4–1       |
| 3  | Bahrain   | 8  | 4 | 3 | 1 | 15 | 4  | +11 | 15 | Vòng loại Cúp châu Á (Vòng 3)        |  | 1–0  | 1–1  |         | 4–0       | 8–0       |
| 4  | Hồng Kông | 8  | 1 | 2 | 5 | 4  | 13 | −9  | 5  | Vòng loại Cúp châu Á (Vòng 3)        |  | 0–2  | 0–1  | 0–0     |           | 2–0       |
| 5  | Campuchia | 8  | 0 | 1 | 7 | 2  | 44 | −42 | 1  | Vòng loại Cúp châu Á (Vòng play-off) |  | 0–10 | 0–4  | 0–1     | 1–1       |           |

| Bahrain       | 1–1                            | Iraq         |
| ------------- | ------------------------------ | ------------ |
| - Al Aswad 9' | Chi tiết (FIFA) Chi tiết (AFC) | - M. Ali 85' |

| Campuchia | 1–1                            | Hồng Kông          |
| --------- | ------------------------------ | ------------------ |
| - Keo 33' | Chi tiết (FIFA) Chi tiết (AFC) | - Đàm Xuân Lạc 16' |

| Hồng Kông | 0–2                            | Iran                          |
| --------- | ------------------------------ | ----------------------------- |
|           | Chi tiết (FIFA) Chi tiết (AFC) | - Azmoun 23' - Ansarifard 54' |

| Campuchia | 0–1                            | Bahrain        |
| --------- | ------------------------------ | -------------- |
|           | Chi tiết (FIFA) Chi tiết (AFC) | - Al Aswad 78' |

| Iran | 14–0                           | Campuchia |
| --- | ------------------------------ | --------- |
| - Nourollahi 5' - Azmoun 11', 35', 44' - Kanaanizadegan 18' - Visal 22' (l.n.) - Ansarifard 40', 48', 60', 88' - Taremi 54' - Mohebi 65', 67' - Me. Mohammadi 85' | Chi tiết (FIFA) Chi tiết (AFC) |           |

| Iraq                             | 2–0                            | Hồng Kông |
| -------------------------------- | ------------------------------ | --------- |
| - M. Ali 37' - Adnan 79' (ph.đ.) | Chi tiết (FIFA) Chi tiết (AFC) |           |

| Campuchia | 0–4                            | Iraq                                              |
| --------- | ------------------------------ | ------------------------------------------------- |
|           | Chi tiết (FIFA) Chi tiết (AFC) | - Bayesh 22' - Ali 41' - Attwan 57' - Ibrahim 62' |

| Bahrain                 | 1–0                            | Iran |
| ----------------------- | ------------------------------ | ---- |
| - Al-Hardan 65' (ph.đ.) | Chi tiết (FIFA) Chi tiết (AFC) |      |

| Hồng Kông | 0–0                            | Bahrain |
| --------- | ------------------------------ | ------- |
|           | Chi tiết (FIFA) Chi tiết (AFC) |         |

| Iraq                       | 2–1                            | Iran             |
| -------------------------- | ------------------------------ | ---------------- |
| - M. Ali 11' - Abbas 90+2' | Chi tiết (FIFA) Chi tiết (AFC) | - Nourollahi 25' |

| Iraq | 0–0                            | Bahrain |
| ---- | ------------------------------ | ------- |
|      | Chi tiết (FIFA) Chi tiết (AFC) |         |

| Hồng Kông              | 2–0                            | Campuchia |
| ---------------------- | ------------------------------ | --------- |
| - Ha 20' - Roberto 83' | Chi tiết (FIFA) Chi tiết (AFC) |           |

| Iran                                          | 3–1                            | Hồng Kông      |
| --------------------------------------------- | ------------------------------ | -------------- |
| - Gholizadeh 23' - Amiri 61' - Ansarifard 84' | Chi tiết (FIFA) Chi tiết (AFC) | - Matt Orr 85' |

| Bahrain                                                                                        | 8–0                            | Campuchia |
| ---------------------------------------------------------------------------------------------- | ------------------------------ | --------- |
| - Al Aswad 8', 71' - Al-Romaihi 45+2' - Madan 46', 65' - Al-Shaikh 51' - Abdullatif 75', 90+2' | Chi tiết (FIFA) Chi tiết (AFC) |           |

| Iraq                                                  | 4–1                            | Campuchia   |
| ----------------------------------------------------- | ------------------------------ | ----------- |
| - Ali 1' - Resan 23' - Adnan 27' (ph.đ.) - Hadi 90+3' | Chi tiết (FIFA) Chi tiết (AFC) | - Visal 55' |

| Iran                           | 3–0                            | Bahrain |
| ------------------------------ | ------------------------------ | ------- |
| - Azmoun 54', 61' - Taremi 79' | Chi tiết (FIFA) Chi tiết (AFC) |         |

| Campuchia | 0–10                           | Iran |
| --------- | ------------------------------ | --- |
|           | Chi tiết (FIFA) Chi tiết (AFC) | - Jahanbakhsh 16' (ph.đ.) - Khalilzadeh 22' - Taremi 27' - Rotana 32' (l.n.) - Mi. Mohammadi 58' - Pouraliganji 63' - Ansarifard 77' (ph.đ.) - Rezaei 80', 86' - Ghayedi 84' |

| Hồng Kông | 0–1                            | Iraq        |
| --------- | ------------------------------ | ----------- |
|           | Chi tiết (FIFA) Chi tiết (AFC) | - Qasim 13' |

| Iran         | 1–0                            | Iraq |
| ------------ | ------------------------------ | ---- |
| - Azmoun 35' | Chi tiết (FIFA) Chi tiết (AFC) |      |

| Bahrain                                                     | 4–0                            | Hồng Kông |
| ----------------------------------------------------------- | ------------------------------ | --------- |
| - Saeed 49' - Isa 54' (ph.đ.), 70' - Abdullatif 90' (ph.đ.) | Chi tiết (FIFA) Chi tiết (AFC) |           |

### Bảng D
| VT | Đội         | ST | T | H | B | BT | BB | HS  | Đ  | Giành quyền tham dự           |  | Ả Rập Xê Út | Uzbekistan | Nhà nước Palestine | Singapore | Yemen |
| -- | ----------- | -- | - | - | - | -- | -- | --- | -- | ----------------------------- |  | ----------- | ---------- | ------------------ | --------- | ----- |
| 1  | Ả Rập Xê Út | 8  | 6 | 2 | 0 | 22 | 4  | +18 | 20 | Vòng 3 và Cúp châu Á          |  |             | 3–0        | 5–0                | 3–0       | 3–0   |
| 2  | Uzbekistan  | 8  | 5 | 0 | 3 | 18 | 9  | +9  | 15 | Vòng loại Cúp châu Á (Vòng 3) |  | 2–3         |            | 2–0                | 5–0       | 5–0   |
| 3  | Palestine   | 8  | 3 | 1 | 4 | 10 | 10 | 0   | 10 | Vòng loại Cúp châu Á (Vòng 3) |  | 0–0         | 2–0        |                    | 4–0       | 3–0   |
| 4  | Singapore   | 8  | 2 | 1 | 5 | 7  | 22 | −15 | 7  | Vòng loại Cúp châu Á (Vòng 3) |  | 0–3         | 1–3        | 2–1                |           | 2–2   |
| 5  | Yemen       | 8  | 1 | 2 | 5 | 6  | 18 | −12 | 5  | Vòng loại Cúp châu Á (Vòng 3) |  | 2–2         | 0–1        | 1–0                | 1–2       |       |

| Palestine                  | 2–0                            | Uzbekistan |
| -------------------------- | ------------------------------ | ---------- |
| - Dabbagh 60' - Batran 85' | Chi tiết (FIFA) Chi tiết (AFC) |            |

| Singapore                | 2–2                            | Yemen                        |
| ------------------------ | ------------------------------ | ---------------------------- |
| - Ikhsan 27' - Faris 52' | Chi tiết (FIFA) Chi tiết (AFC) | - Al-Matari 34' - Qerawi 45' |

| Yemen                     | 2–2                            | Ả Rập Xê Út                    |
| ------------------------- | ------------------------------ | ------------------------------ |
| - Qarawi 8' - Al-Dahi 37' | Chi tiết (FIFA) Chi tiết (AFC) | - Bahebri 23' - Al-Dawsari 48' |

| Singapore                 | 2–1                            | Palestine   |
| ------------------------- | ------------------------------ | ----------- |
| - Shakir 3' - Safuwan 38' | Chi tiết (FIFA) Chi tiết (AFC) | - Hamed 13' |

| Ả Rập Xê Út                      | 3–0                            | Singapore |
| -------------------------------- | ------------------------------ | --------- |
| - Asiri 28', 67' - Al-Hamdan 61' | Chi tiết (FIFA) Chi tiết (AFC) |           |

| Uzbekistan                                                                          | 5–0                            | Yemen |
| ----------------------------------------------------------------------------------- | ------------------------------ | ----- |
| - Kodirkulov 3' - Shomurodov 33' - Iskanderov 53' - Tukhtakhujaev 72' - Sergeev 90' | Chi tiết (FIFA) Chi tiết (AFC) |       |

| Singapore      | 1–3                            | Uzbekistan                            |
| -------------- | ------------------------------ | ------------------------------------- |
| - Ikhsan 45+1' | Chi tiết (FIFA) Chi tiết (AFC) | - Ahmedov 15' - Shomurodov 51', 90+2' |

| Palestine | 0–0                            | Ả Rập Xê Út |
| --------- | ------------------------------ | ----------- |
|           | Chi tiết (FIFA) Chi tiết (AFC) |             |

| Yemen         | 1–0                            | Palestine |
| ------------- | ------------------------------ | --------- |
| - Al-Dahi 54' | Chi tiết (FIFA) Chi tiết (AFC) |           |

| Uzbekistan                              | 2–3                            | Ả Rập Xê Út                                  |
| --------------------------------------- | ------------------------------ | -------------------------------------------- |
| - Shomurodov 16' - Shukurov 56' (ph.đ.) | Chi tiết (FIFA) Chi tiết (AFC) | - Al-Faraj 23' (ph.đ.), 85' - Al-Dawsari 89' |

| Uzbekistan            | 2–0                            | Palestine |
| --------------------- | ------------------------------ | --------- |
| - Shomurodov 18', 58' | Chi tiết (FIFA) Chi tiết (AFC) |           |

| Yemen             | 1–2                            | Singapore                |
| ----------------- | ------------------------------ | ------------------------ |
| - Al-Gahwashi 85' | Chi tiết (FIFA) Chi tiết (AFC) | - Ikhsan 19' - Hafiz 52' |

| Ả Rập Xê Út                                                                          | 5–0                            | Palestine |
| ------------------------------------------------------------------------------------ | ------------------------------ | --------- |
| - Al-Shahrani 37' - Al-Muwallad 43' - Al-Shehri 52', 58' - S. Al-Dawsari 88' (ph.đ.) | Chi tiết (FIFA) Chi tiết (AFC) |           |

| Palestine                                                  | 4–0                            | Singapore |
| ---------------------------------------------------------- | ------------------------------ | --------- |
| - Seyam 19' (ph.đ.), 30' (ph.đ.) - Dabbagh 23' - Hamed 85' | Chi tiết (FIFA) Chi tiết (AFC) |           |

| Ả Rập Xê Út                               | 3–0                            | Yemen |
| ----------------------------------------- | ------------------------------ | ----- |
| - S. Al-Dawsari 4' - Al-Muwallad 17', 32' | Chi tiết (FIFA) Chi tiết (AFC) |       |

| Uzbekistan                                                               | 5–0                            | Singapore |
| ------------------------------------------------------------------------ | ------------------------------ | --------- |
| - Masharipov 6', 34' - Shomurodov 45+1' - Ahmedov 50' - Fandi 88' (l.n.) | Chi tiết (FIFA) Chi tiết (AFC) |           |

| Yemen | 0–1                            | Uzbekistan               |
| ----- | ------------------------------ | ------------------------ |
|       | Chi tiết (FIFA) Chi tiết (AFC) | - Masharipov 19' (ph.đ.) |

| Singapore | 0–3                            | Ả Rập Xê Út                                          |
| --------- | ------------------------------ | ---------------------------------------------------- |
|           | Chi tiết (FIFA) Chi tiết (AFC) | - Al-Dawsari 84' - Al-Muwallad 86' - Al-Shehri 90+4' |

| Ả Rập Xê Út                         | 3–0                            | Uzbekistan |
| ----------------------------------- | ------------------------------ | ---------- |
| - Al-Faraj 25', 33' - Al-Hassan 62' | Chi tiết (FIFA) Chi tiết (AFC) |            |

| Palestine                        | 3–0                            | Yemen |
| -------------------------------- | ------------------------------ | ----- |
| - Dabbagh 43', 84' - Hamed 45+3' | Chi tiết (FIFA) Chi tiết (AFC) |       |

### Bảng E
| VT | Đội         | ST | T | H | B | BT | BB | HS  | Đ  | Giành quyền tham dự           |  | Qatar | Oman | Ấn Độ | Afghanistan | Bangladesh |
| -- | ----------- | -- | - | - | - | -- | -- | --- | -- | ----------------------------- |  | ----- | ---- | ----- | ----------- | ---------- |
| 1  | Qatar       | 8  | 7 | 1 | 0 | 18 | 1  | +17 | 22 | Cúp châu Á và Vòng chung kết  |  |       | 2–1  | 0–0   | 6–0         | 5–0        |
| 2  | Oman        | 8  | 6 | 0 | 2 | 16 | 6  | +10 | 18 | Vòng 3 và Cúp châu Á          |  | 0–1   |      | 1–0   | 3–0         | 4–1        |
| 3  | Ấn Độ       | 8  | 1 | 4 | 3 | 6  | 7  | −1  | 7  | Vòng loại Cúp châu Á (Vòng 3) |  | 0–1   | 1–2  |       | 1–1         | 1–1        |
| 4  | Afghanistan | 8  | 1 | 3 | 4 | 5  | 15 | −10 | 6  | Vòng loại Cúp châu Á (Vòng 3) |  | 0–1   | 1–2  | 1–1   |             | 1–0        |
| 5  | Bangladesh  | 8  | 0 | 2 | 6 | 3  | 19 | −16 | 2  | Vòng loại Cúp châu Á (Vòng 3) |  | 0–2   | 0–3  | 0–2   | 1–1         |            |

1. ↑  Qatar vào thắng Giải vô địch bóng đá thế giới do là nước chủ nhà.

Các vị trí trong bảng của Qatar và Bangladesh đã được hoán đổi do Qatar có kế hoạch tham dự Cúp bóng đá Nam Mỹ 2020. Giải đấu sau đó đã bị hoãn lại (trở thành Cúp bóng đá Nam Mỹ 2021) và Qatar cuối cùng đã rút khỏi giải đấu đó.
| Ấn Độ         | 1–2                            | Oman                |
| ------------- | ------------------------------ | ------------------- |
| - Chhetri 24' | Chi tiết (FIFA) Chi tiết (AFC) | - Al-Alawi 82', 90' |

| Qatar                                                         | 6–0                            | Afghanistan |
| ------------------------------------------------------------- | ------------------------------ | ----------- |
| - Ali 4', 10', 51' - Al-Haydos 13' - Hassan 34' - Khoukhi 67' | Chi tiết (FIFA) Chi tiết (AFC) |             |

| Afghanistan | 1–0                            | Bangladesh |
| ----------- | ------------------------------ | ---------- |
| - Noor 27'  | Chi tiết (FIFA) Chi tiết (AFC) |            |

| Qatar | 0–0                            | Ấn Độ |
| ----- | ------------------------------ | ----- |
|       | Chi tiết (FIFA) Chi tiết (AFC) |       |

| Bangladesh | 0–2                            | Qatar                           |
| ---------- | ------------------------------ | ------------------------------- |
|            | Chi tiết (FIFA) Chi tiết (AFC) | - Abdurisag 28' - Boudiaf 90+2' |

| Oman                                            | 3–0                            | Afghanistan |
| ----------------------------------------------- | ------------------------------ | ----------- |
| - Al-Muqbali 27', 38' - Al-Ghassani 61' (ph.đ.) | Chi tiết (FIFA) Chi tiết (AFC) |             |

| Qatar                   | 2–1                            | Oman              |
| ----------------------- | ------------------------------ | ----------------- |
| - Ak. Afif 2' - Ali 71' | Chi tiết (FIFA) Chi tiết (AFC) | - R. Al-Alawi 63' |

| Ấn Độ      | 1–1                            | Bangladesh  |
| ---------- | ------------------------------ | ----------- |
| - Khan 88' | Chi tiết (FIFA) Chi tiết (AFC) | - Uddin 42' |

| Afghanistan    | 1–1                            | Ấn Độ           |
| -------------- | ------------------------------ | --------------- |
| - Nazary 45+1' | Chi tiết (FIFA) Chi tiết (AFC) | - Doungel 90+3' |

| Oman                                                                | 4–1                            | Bangladesh  |
| ------------------------------------------------------------------- | ------------------------------ | ----------- |
| - Al-Khaldi 48' - R. Al-Alawi 68' - A. Al-Alawi 78' - Al-Hidi 90+1' | Chi tiết (FIFA) Chi tiết (AFC) | - Ahmed 81' |

| Oman              | 1–0                            | Ấn Độ |
| ----------------- | ------------------------------ | ----- |
| - Al-Ghassani 33' | Chi tiết (FIFA) Chi tiết (AFC) |       |

| Afghanistan | 0–1                            | Qatar                  |
| ----------- | ------------------------------ | ---------------------- |
|             | Chi tiết (FIFA) Chi tiết (AFC) | - Ak. Afif 76' (ph.đ.) |

| Qatar                                               | 5–0                            | Bangladesh |
| --------------------------------------------------- | ------------------------------ | ---------- |
| - Hatem 9' - Afif 33', 90+2' - Ali 72' (ph.đ.), 78' | Chi tiết (FIFA) Chi tiết (AFC) |            |

| Bangladesh   | 1–1                            | Afghanistan   |
| ------------ | ------------------------------ | ------------- |
| - Barman 83' | Chi tiết (FIFA) Chi tiết (AFC) | - Sharifi 47' |

| Ấn Độ | 0–1                            | Qatar       |
| ----- | ------------------------------ | ----------- |
|       | Chi tiết (FIFA) Chi tiết (AFC) | - Hatem 33' |

| Bangladesh | 0–2                            | Ấn Độ                |
| ---------- | ------------------------------ | -------------------- |
|            | Chi tiết (FIFA) Chi tiết (AFC) | - Chhetri 79', 90+2' |

| Oman | 0–1                            | Qatar                   |
| ---- | ------------------------------ | ----------------------- |
|      | Chi tiết (FIFA) Chi tiết (AFC) | - Al-Haydos 39' (ph.đ.) |

| Afghanistan    | 1–2                            | Oman             |
| -------------- | ------------------------------ | ---------------- |
| - Popalzay 23' | Chi tiết (FIFA) Chi tiết (AFC) | - Fawaz 13', 51' |

| Ấn Độ              | 1–1                            | Afghanistan  |
| ------------------ | ------------------------------ | ------------ |
| - Azizi 75' (l.n.) | Chi tiết (FIFA) Chi tiết (AFC) | - Zamani 81' |

| Bangladesh | 0–3                            | Oman                                |
| ---------- | ------------------------------ | ----------------------------------- |
|            | Chi tiết (FIFA) Chi tiết (AFC) | - Al-Ghafri 22' - Al-Hajri 60', 80' |

### Bảng F
| VT | Đội        | ST | T | H | B | BT | BB | HS  | Đ  | Giành quyền tham dự           |  | Nhật Bản | Tajikistan | Kyrgyzstan | Mông Cổ | Myanmar |
| -- | ---------- | -- | - | - | - | -- | -- | --- | -- | ----------------------------- |  | -------- | ---------- | ---------- | ------- | ------- |
| 1  | Nhật Bản   | 8  | 8 | 0 | 0 | 46 | 2  | +44 | 24 | Vòng 3 và Cúp châu Á          |  |          | 4–1        | 5–1        | 6–0     | 10–0    |
| 2  | Tajikistan | 8  | 4 | 1 | 3 | 14 | 12 | +2  | 13 | Vòng loại Cúp châu Á (Vòng 3) |  | 0–3      |            | 1–0        | 3–0     | 4–0     |
| 3  | Kyrgyzstan | 8  | 3 | 1 | 4 | 19 | 12 | +7  | 10 | Vòng loại Cúp châu Á (Vòng 3) |  | 0–2      | 1–1        |            | 0–1     | 7–0     |
| 4  | Mông Cổ    | 8  | 2 | 0 | 6 | 3  | 27 | −24 | 6  | Vòng loại Cúp châu Á (Vòng 3) |  | 0–14     | 0–1        | 1–2        |         | 1–0     |
| 5  | Myanmar    | 8  | 2 | 0 | 6 | 6  | 35 | −29 | 6  | Vòng loại Cúp châu Á (Vòng 3) |  | 0–2      | 4–3        | 1–8        | 1–0     |         |

| Tajikistan         | 1–0                            | Kyrgyzstan |
| ------------------ | ------------------------------ | ---------- |
| - A. Dzhalilov 41' | Chi tiết (FIFA) Chi tiết (AFC) |            |

| Mông Cổ      | 1–0                            | Myanmar |
| ------------ | ------------------------------ | ------- |
| - Amaraa 17' | Chi tiết (FIFA) Chi tiết (AFC) |         |

| Myanmar | 0–2                            | Nhật Bản                      |
| ------- | ------------------------------ | ----------------------------- |
|         | Chi tiết (FIFA) Chi tiết (AFC) | - Nakajima 16' - Minamino 26' |

| Mông Cổ | 0–1                            | Tajikistan        |
| ------- | ------------------------------ | ----------------- |
|         | Chi tiết (FIFA) Chi tiết (AFC) | - D. Ergashev 81' |

| Nhật Bản                                                                        | 6–0                            | Mông Cổ |
| ------------------------------------------------------------------------------- | ------------------------------ | ------- |
| - Minamino 22' - Yoshida 29' - Nagatomo 33' - Nagai 40' - Endo 57' - Kamada 82' | Chi tiết (FIFA) Chi tiết (AFC) |         |

| Kyrgyzstan                                                                       | 7–0                            | Myanmar |
| -------------------------------------------------------------------------------- | ------------------------------ | ------- |
| - Bernhardt 5', 10', 87' (ph.đ.) - Shukurov 20', 71' - Alykulov 26' - Kichin 45' | Chi tiết (FIFA) Chi tiết (AFC) |         |

| Mông Cổ                 | 1–2                            | Kyrgyzstan                   |
| ----------------------- | ------------------------------ | ---------------------------- |
| - Tsedenbal 57' (ph.đ.) | Chi tiết (FIFA) Chi tiết (AFC) | - Alykulov 13' - Murzaev 42' |

| Tajikistan | 0–3                            | Nhật Bản                        |
| ---------- | ------------------------------ | ------------------------------- |
|            | Chi tiết (FIFA) Chi tiết (AFC) | - Minamino 53', 55' - Asano 82' |

| Myanmar                                                        | 4–3                            | Tajikistan                                    |
| -------------------------------------------------------------- | ------------------------------ | --------------------------------------------- |
| - Suan Lam Mang 10', 41' - Aung Thu 48' - Maung Maung Lwin 63' | Chi tiết (FIFA) Chi tiết (AFC) | - M. Dzhalilov 36' (ph.đ.), 76' - Vosiyev 57' |

| Kyrgyzstan | 0–2                            | Nhật Bản                               |
| ---------- | ------------------------------ | -------------------------------------- |
|            | Chi tiết (FIFA) Chi tiết (AFC) | - Minamino 41' (ph.đ.) - Haraguchi 54' |

| Kyrgyzstan     | 1–1                            | Tajikistan     |
| -------------- | ------------------------------ | -------------- |
| - Kozubaev 83' | Chi tiết (FIFA) Chi tiết (AFC) | - Ergashev 17' |

| Myanmar            | 1–0                            | Mông Cổ |
| ------------------ | ------------------------------ | ------- |
| - Hlaing Bo Bo 17' | Chi tiết (FIFA) Chi tiết (AFC) |         |

| Tajikistan                                        | 3–0                            | Mông Cổ |
| ------------------------------------------------- | ------------------------------ | ------- |
| - M. Dzhalilov 3' - A. Dzhalilov 50' - Samiev 87' | Chi tiết (FIFA) Chi tiết (AFC) |         |

| Mông Cổ | 0–14                           | Nhật Bản |
| ------- | ------------------------------ | --- |
|         | Chi tiết (FIFA) Chi tiết (AFC) | - Minamino 13' - Osako 23', 55', 90+3' - Kamada 26' - Morita 33' - Tuya 40' (l.n.) - Inagaki 68', 90+3' - Ito 73', 79' - Furuhashi 79', 87' - Asano 90+1' |

| Nhật Bản                                                                                           | 10–0                           | Myanmar |
| -------------------------------------------------------------------------------------------------- | ------------------------------ | ------- |
| - Minamino 8', 66' - Osako 22', 30' (ph.đ.), 36', 49', 88' - Morita 56' - Kamada 84' - Itakura 90' | Chi tiết (FIFA) Chi tiết (AFC) |         |

| Kyrgyzstan | 0–1                            | Mông Cổ         |
| ---------- | ------------------------------ | --------------- |
|            | Chi tiết (FIFA) Chi tiết (AFC) | - Mijiddorj 34' |

| Nhật Bản                                                   | 4–1                            | Tajikistan      |
| ---------------------------------------------------------- | ------------------------------ | --------------- |
| - Furuhashi 6' - Minamino 40' - Hashimoto 51' - Kawabe 71' | Chi tiết (FIFA) Chi tiết (AFC) | - Panjshanbe 9' |

| Myanmar            | 1–8                            | Kyrgyzstan                                                                                             |
| ------------------ | ------------------------------ | --- |
| - Hlaing Bo Bo 69' | Chi tiết (FIFA) Chi tiết (AFC) | - Rustamov 22' - Alykulov 29' - Musabekov 34' - Shukurov 45' - Murzaev 45+2', 61', 78' - Bokoleyev 63' |

| Nhật Bản                                           | 5–1                            | Kyrgyzstan              |
| -------------------------------------------------- | ------------------------------ | ----------------------- |
| - Ado 27' (ph.đ.), 31', 33' - Sho 72' - Takuma 77' | Chi tiết (FIFA) Chi tiết (AFC) | - Murzaev 45+2' (ph.đ.) |

| Tajikistan                                               | 4–0                            | Myanmar |
| -------------------------------------------------------- | ------------------------------ | ------- |
| - Tursunov 34' - Dzhalilov 54' - Boboev 78' - Samiev 87' | Chi tiết (FIFA) Chi tiết (AFC) |         |

### Bảng G
| VT | Đội       | ST | T | H | B | BT | BB | HS  | Đ  | Giành quyền tham dự                  |  | Các Tiểu vương quốc Ả Rập Thống nhất | Việt Nam | Malaysia | Thái Lan | Indonesia |
| -- | --------- | -- | - | - | - | -- | -- | --- | -- | ------------------------------------ |  | ------------------------------------ | -------- | -------- | -------- | --------- |
| 1  | UAE       | 8  | 6 | 0 | 2 | 23 | 7  | +16 | 18 | Vòng 3 và Cúp châu Á                 |  |                                      | 3–2      | 4–0      | 3–1      | 5–0       |
| 2  | Việt Nam  | 8  | 5 | 2 | 1 | 13 | 5  | +8  | 17 | Vòng 3 và Cúp châu Á                 |  | 1–0                                  |          | 1–0      | 0–0      | 4–0       |
| 3  | Malaysia  | 8  | 4 | 0 | 4 | 10 | 12 | −2  | 12 | Vòng loại Cúp châu Á (Vòng 3)        |  | 1–2                                  | 1–2      |          | 2–1      | 2–0       |
| 4  | Thái Lan  | 8  | 2 | 3 | 3 | 9  | 9  | 0   | 9  | Vòng loại Cúp châu Á (Vòng 3)        |  | 2–1                                  | 0–0      | 0–1      |          | 2–2       |
| 5  | Indonesia | 8  | 0 | 1 | 7 | 5  | 27 | −22 | 1  | Vòng loại Cúp châu Á (Vòng play-off) |  | 0–5                                  | 1–3      | 2–3      | 0–3      |           |

| Thái Lan | 0–0                            | Việt Nam |
| -------- | ------------------------------ | -------- |
|          | Chi tiết (FIFA) Chi tiết (AFC) |          |

| Indonesia       | 2–3                            | Malaysia                          |
| --------------- | ------------------------------ | --------------------------------- |
| - Beto 11', 38' | Chi tiết (FIFA) Chi tiết (AFC) | - Sumareh 36', 90+6' - Syafiq 65' |

| Malaysia    | 1–2                            | UAE                 |
| ----------- | ------------------------------ | ------------------- |
| - Syafiq 1' | Chi tiết (FIFA) Chi tiết (AFC) | - Mabkhout 43', 75' |

| Indonesia | 0–3                            | Thái Lan                                     |
| --------- | ------------------------------ | -------------------------------------------- |
|           | Chi tiết (FIFA) Chi tiết (AFC) | - Supachok 55', 71' - Theerathon 65' (ph.đ.) |

| UAE                                                          | 5–0                            | Indonesia |
| ------------------------------------------------------------ | ------------------------------ | --------- |
| - Ibrahim 40' - Mabkhout 51', 63' (ph.đ.), 72' - Ahmed 90+3' | Chi tiết (FIFA) Chi tiết (AFC) |           |

| Việt Nam               | 1–0                            | Malaysia |
| ---------------------- | ------------------------------ | -------- |
| - Nguyễn Quang Hải 40' | Chi tiết (FIFA) Chi tiết (AFC) |          |

| Indonesia     | 1–3                            | Việt Nam                                                            |
| ------------- | ------------------------------ | ------------------------------------------------------------------- |
| - Bachdim 84' | Chi tiết (FIFA) Chi tiết (AFC) | - Đỗ Duy Mạnh 26' - Quế Ngọc Hải 55' (ph.đ.) - Nguyễn Tiến Linh 61' |

| Thái Lan                    | 2–1                            | UAE              |
| --------------------------- | ------------------------------ | ---------------- |
| - Teerasil 26' - Ekanit 51' | Chi tiết (FIFA) Chi tiết (AFC) | - Mabkhout 45+2' |

| Malaysia                | 2–1                            | Thái Lan       |
| ----------------------- | ------------------------------ | -------------- |
| - Gan 26' - Sumareh 57' | Chi tiết (FIFA) Chi tiết (AFC) | - Chanathip 7' |

| Việt Nam               | 1–0                            | UAE |
| ---------------------- | ------------------------------ | --- |
| - Nguyễn Tiến Linh 44' | Chi tiết (FIFA) Chi tiết (AFC) |     |

| Malaysia          | 2–0                            | Indonesia |
| ----------------- | ------------------------------ | --------- |
| - Safawi 30', 73' | Chi tiết (FIFA) Chi tiết (AFC) |           |

| Việt Nam | 0–0                            | Thái Lan |
| -------- | ------------------------------ | -------- |
|          | Chi tiết (FIFA) Chi tiết (AFC) |          |

| Thái Lan                    | 2–2                            | Indonesia               |
| --------------------------- | ------------------------------ | ----------------------- |
| - Narubadin 5' - Adisak 50' | Chi tiết (FIFA) Chi tiết (AFC) | - Agung 39' - Dimas 60' |

| UAE                                     | 4–0                            | Malaysia |
| --------------------------------------- | ------------------------------ | -------- |
| - Mabkhout 18', 90+1' - Lima 83', 90+2' | Chi tiết (FIFA) Chi tiết (AFC) |          |

| UAE                                 | 3–1                            | Thái Lan       |
| ----------------------------------- | ------------------------------ | -------------- |
| - Caio 14' - Lima 33' - Jumaa 90+4' | Chi tiết (FIFA) Chi tiết (AFC) | - Suphanat 54' |

| Việt Nam                                                                                  | 4–0                            | Indonesia |
| ----------------------------------------------------------------------------------------- | ------------------------------ | --------- |
| - Nguyễn Tiến Linh 51' - Nguyễn Quang Hải 62' - Nguyễn Công Phượng 67' - Vũ Văn Thanh 74' | Chi tiết (FIFA) Chi tiết (AFC) |           |

| Indonesia | 0–5                            | UAE                                                         |
| --------- | ------------------------------ | ----------------------------------------------------------- |
|           | Chi tiết (FIFA) Chi tiết (AFC) | - Mabkhout 22', 49' (ph.đ.) - Lima 28', 55' - Tagliabúe 86' |

| Malaysia               | 1–2                            | Việt Nam                                          |
| ---------------------- | ------------------------------ | ------------------------------------------------- |
| - de Paula 73' (ph.đ.) | Chi tiết (FIFA) Chi tiết (AFC) | - Nguyễn Tiến Linh 27' - Quế Ngọc Hải 82' (ph.đ.) |

| UAE                                                   | 3–2                            | Việt Nam                                       |
| ----------------------------------------------------- | ------------------------------ | ---------------------------------------------- |
| - Salmeen 32' - Mabkhout 40' (ph.đ.) - Al Hammadi 50' | Chi tiết (FIFA) Chi tiết (AFC) | - Nguyễn Tiến Linh 84' - Trần Minh Vương 90+3' |

| Thái Lan | 0–1                            | Malaysia            |
| -------- | ------------------------------ | ------------------- |
|          | Chi tiết (FIFA) Chi tiết (AFC) | - Rasid 52' (ph.đ.) |

### Bảng H
CHDCND Triều Tiên đã rút khỏi vòng loại do những lo ngại liên quan đến đại dịch COVID-19. Theo quyết định của AFC, các trận đấu trước đó của CHDCND Triều Tiên với các đội trong bảng sẽ bị hủy.
| VT | Đội               | ST | T | H | B | BT | BB | HS  | Đ  | Giành quyền tham dự           |  | Hàn Quốc | Liban | Turkmenistan | Sri Lanka | Cộng hòa Dân chủ Nhân dân Triều Tiên |
| -- | ----------------- | -- | - | - | - | -- | -- | --- | -- | ----------------------------- |  | -------- | ----- | ------------ | --------- | ------------------------------------ |
| 1  | Hàn Quốc          | 6  | 5 | 1 | 0 | 22 | 1  | +21 | 16 | Vòng 3 và Cúp châu Á          |  |          | 2–1   | 5–0          | 8–0       | 7 thg6                               |
| 2  | Liban             | 6  | 3 | 1 | 2 | 11 | 8  | +3  | 10 | Vòng 3 và Cúp châu Á          |  | 0–0      |       | 2–1          | 3–2       | 0–0                                  |
| 3  | Turkmenistan      | 6  | 3 | 0 | 3 | 8  | 11 | −3  | 9  | Vòng loại Cúp châu Á (Vòng 3) |  | 0–2      | 3–2   |              | 2–0       | 3–1                                  |
| 4  | Sri Lanka         | 6  | 0 | 0 | 6 | 2  | 23 | −21 | 0  | Vòng loại Cúp châu Á (Vòng 3) |  | 0–5      | 0–3   | 0–2          |           | 0–1                                  |
| 5  | CHDCND Triều Tiên | 0  | 0 | 0 | 0 | 0  | 0  | 0   | 0  | Rút lui                       |  | 0–0      | 2–0   | 15 thg6      | 3 thg6    |                                      |

| CHDCND Triều Tiên      | Hủy kết quả (2–0)              | Liban |
| ---------------------- | ------------------------------ | ----- |
| - Jong Il-gwan 7', 56' | Chi tiết (FIFA) Chi tiết (AFC) |       |

| Sri Lanka | 0–2                            | Turkmenistan                  |
| --------- | ------------------------------ | ----------------------------- |
|           | Chi tiết (FIFA) Chi tiết (AFC) | - Orazsähedow 8' - Amanow 53' |

| Turkmenistan | 0–2                            | Hàn Quốc                              |
| ------------ | ------------------------------ | ------------------------------------- |
|              | Chi tiết (FIFA) Chi tiết (AFC) | - Na Sang-ho 13' - Jung Woo-young 82' |

| Sri Lanka | Hủy kết quả (0–1)              | CHDCND Triều Tiên   |
| --------- | ------------------------------ | ------------------- |
|           | Chi tiết (FIFA) Chi tiết (AFC) | - Jang Kuk-chol 67' |

| Hàn Quốc | 8–0                            | Sri Lanka |
| --- | ------------------------------ | --------- |
| - Son Heung-min 10', 45+5' (ph.đ.) - Kim Shin-wook 17', 30', 54', 64' - Hwang Hee-chan 20' - Kwon Chang-hoon 76' | Chi tiết (FIFA) Chi tiết (AFC) |           |

| Liban                     | 2–1                            | Turkmenistan       |
| ------------------------- | ------------------------------ | ------------------ |
| - El-Helwe 5' - Matar 64' | Chi tiết (FIFA) Chi tiết (AFC) | - Annadurdyýew 62' |

| Sri Lanka | 0–3                            | Liban                                             |
| --------- | ------------------------------ | ------------------------------------------------- |
|           | Chi tiết (FIFA) Chi tiết (AFC) | - Maatouk 15' (ph.đ.) - El-Helwe 38' (ph.đ.), 81' |

| CHDCND Triều Tiên | Hủy kết quả (0–0)              | Hàn Quốc |
| ----------------- | ------------------------------ | -------- |
|                   | Chi tiết (FIFA) Chi tiết (AFC) |          |

| Turkmenistan                               | Hủy kết quả (3–1)              | CHDCND Triều Tiên      |
| ------------------------------------------ | ------------------------------ | ---------------------- |
| - Titow 23' - Amanow 73' - Orazsähedow 88' | Chi tiết (FIFA) Chi tiết (AFC) | - Han Kwang-song 90+3' |

| Liban | 0–0                            | Hàn Quốc |
| ----- | ------------------------------ | -------- |
|       | Chi tiết (FIFA) Chi tiết (AFC) |          |

| Liban | Hủy kết quả (0–0)              | CHDCND Triều Tiên |
| ----- | ------------------------------ | ----------------- |
|       | Chi tiết (FIFA) Chi tiết (AFC) |                   |

| Turkmenistan                     | 2–0                            | Sri Lanka |
| -------------------------------- | ------------------------------ | --------- |
| - Bäşimow 44' - Annadurdyýew 59' | Chi tiết (FIFA) Chi tiết (AFC) |           |

| CHDCND Triều Tiên | Hủy                            | Sri Lanka |
| ----------------- | ------------------------------ | --------- |
|                   | Chi tiết (FIFA) Chi tiết (AFC) |           |

| Liban                           | 3–2                            | Sri Lanka                |
| ------------------------------- | ------------------------------ | ------------------------ |
| - Oumari 11', 45+1' - Kdouh 17' | Chi tiết (FIFA) Chi tiết (AFC) | - Razeek 9', 62' (ph.đ.) |

| Hàn Quốc                                                                             | 5–0                            | Turkmenistan |
| ------------------------------------------------------------------------------------ | ------------------------------ | ------------ |
| - Hwang Ui-jo 9', 72' - Nam Tae-hee 45+2' - Kim Young-gwon 56' - Kwon Chang-hoon 62' | Chi tiết (FIFA) Chi tiết (AFC) |              |

| Hàn Quốc | Hủy                            | CHDCND Triều Tiên |
| -------- | ------------------------------ | ----------------- |
|          | Chi tiết (FIFA) Chi tiết (AFC) |                   |

| Turkmenistan                                           | 3–2                            | Liban                  |
| ------------------------------------------------------ | ------------------------------ | ---------------------- |
| - Babajanow 59' - Annagulyýew 85' - Annadurdyýew 90+1' | Chi tiết (FIFA) Chi tiết (AFC) | - Ataya 73' - Saad 75' |

| Sri Lanka | 0–5                            | Hàn Quốc                                                                                        |
| --------- | ------------------------------ | ----------------------------------------------------------------------------------------------- |
|           | Chi tiết (FIFA) Chi tiết (AFC) | - Kim Shin-wook 14', 42' (ph.đ.) - Lee Dong-gyeong 22' - Hwang Hee-chan 53' - Jung Sang-bin 77' |

| Hàn Quốc                                       | 2–1                            | Liban             |
| ---------------------------------------------- | ------------------------------ | ----------------- |
| - Song Min-kyu 50' - Son Heung-min 65' (ph.đ.) | Chi tiết (FIFA) Chi tiết (AFC) | - Hassan Saad 12' |

| CHDCND Triều Tiên | Hủy                            | Turkmenistan |
| ----------------- | ------------------------------ | ------------ |
|                   | Chi tiết (FIFA) Chi tiết (AFC) |              |

## Xếp hạng các đội nhì bảng đấu
Sau khi CHDCND Triều Tiên rút lui khỏi giải đấu, bảng H chỉ còn lại 4 đội so với 5 đội ở các bảng khác. Do đó, kết quả đối đầu với đội xếp thứ năm không được tính khi xếp hạng các đội xếp thứ hai ở các bảng. Ngoài ra, do Qatar giành ngôi nhất bảng E nên đội nhì bảng có thành tích tốt thứ năm sẽ giành suất tham dự vòng loại thứ 3 của World Cup. Do Trung Quốc là 1 trong 4 đội nhì bảng có thành tích tốt nhất, nên đội nhì bảng tốt thứ năm cũng sẽ giành suất chính thức tham dự Cúp châu Á 2023.
| VT | Bg | Đội        | ST | T | H | B | BT | BB | HS  | Đ  | Giành quyền tham dự                           |
| -- | -- | ---------- | -- | - | - | - | -- | -- | --- | -- | --------------------------------------------- |
| 1  | A  | Trung Quốc | 6  | 4 | 1 | 1 | 16 | 3  | +13 | 13 | Vòng loại Cúp Thế giới (Vòng 3) và Cúp châu Á |
| 2  | E  | Oman       | 6  | 4 | 0 | 2 | 9  | 5  | +4  | 12 | Vòng loại Cúp Thế giới (Vòng 3) và Cúp châu Á |
| 3  | C  | Iraq       | 6  | 3 | 2 | 1 | 6  | 3  | +3  | 11 | Vòng loại Cúp Thế giới (Vòng 3) và Cúp châu Á |
| 4  | G  | UAE        | 6  | 3 | 1 | 2 | 6  | 4  | +2  | 10 | Vòng loại Cúp Thế giới (Vòng 3) và Cúp châu Á |
| 5  | H  | Liban      | 6  | 3 | 1 | 2 | 11 | 8  | +3  | 10 | Vòng loại Cúp Thế giới (Vòng 3) và Cúp châu Á |
| 6  | F  | Tajikistan | 6  | 3 | 1 | 2 | 7  | 8  | −1  | 10 | Vòng loại Cúp châu Á (Vòng 3)                 |
| 7  | D  | Uzbekistan | 6  | 3 | 0 | 3 | 12 | 9  | +3  | 9  | Vòng loại Cúp châu Á (Vòng 3)                 |
| 8  | B  | Kuwait     | 6  | 2 | 2 | 2 | 8  | 6  | +2  | 8  | Vòng loại Cúp châu Á (Vòng 3)                 |

## Xếp hạng các đội xếp thứ năm
Do cả Qatar và Trung Quốc giành quyền tham dự giải ngay sau vòng loại thứ hai, số đội dự vòng play-off giảm từ 12 xuống còn 4. Theo đó, 4 đội xếp thứ năm có thứ hạng thấp nhất của vòng 2 sẽ thi đấu trong vòng play-off.
| VT | Bg | Đội               | ST | T | H | B | BT | BB | HS  | Đ | Giành quyền tham dự                  |
| -- | -- | ----------------- | -- | - | - | - | -- | -- | --- | - | ------------------------------------ |
| 1  | F  | Myanmar           | 8  | 2 | 0 | 6 | 6  | 35 | −29 | 6 | Vòng loại Cúp châu Á (Vòng 3)        |
| 2  | D  | Yemen             | 8  | 1 | 2 | 5 | 6  | 18 | −12 | 5 | Vòng loại Cúp châu Á (Vòng 3)        |
| 3  | E  | Bangladesh        | 8  | 0 | 2 | 6 | 3  | 19 | −16 | 2 | Vòng loại Cúp châu Á (Vòng 3)        |
| 4  | G  | Indonesia         | 8  | 0 | 1 | 7 | 5  | 27 | −22 | 1 | Vòng loại Cúp châu Á (Vòng play-off) |
| 5  | C  | Campuchia         | 8  | 0 | 1 | 7 | 2  | 44 | −42 | 1 | Vòng loại Cúp châu Á (Vòng play-off) |
| 6  | B  | Đài Bắc Trung Hoa | 8  | 0 | 0 | 8 | 4  | 34 | −30 | 0 | Vòng loại Cúp châu Á (Vòng play-off) |
| 7  | A  | Guam              | 8  | 0 | 0 | 8 | 2  | 32 | −30 | 0 | Vòng loại Cúp châu Á (Vòng play-off) |

## Cầu thủ ghi bàn
Đã có 519 bàn thắng ghi được trong 157 trận đấu, trung bình 3.31 bàn thắng mỗi trận đấu.
11 bàn
- Ali Mabkhout

9 bàn
- Minamino Takumi

8 bàn
- Osako Yuya
- Vũ Lỗi

7 bàn
- Karim Ansarifard
- Sardar Azmoun
- Omar Al Somah
- Eldor Shomurodov

6 bàn
- Kim Shin-wook
- Baha' Faisal
- Yousef Nasser
- Almoez Ali
- Mahmoud Al-Mawas
- Harry Souttar

5 bàn
- Fábio Virginio de Lima
- Mohanad Ali
- Mirlan Murzaev
- Dương Húc
- Nguyễn Tiến Linh
- Jamie Maclaren
- Salem Al-Dawsari

4 bàn
- Kamil Al Aswad
- Rabia Al-Alawi
- Oday Dabbagh
- Akram Afif
- Manuchekhr Dzhalilov
- Elkeson
- Mathew Leckie
- Salman Al-Faraj
- Fahad Al-Muwallad

3 bàn
- Ismail Abdullatif
- Son Heung-min
- Mehdi Taremi
- Bader Al-Mutawa
- Gulzhigit Alykulov
- Edgar Bernhardt
- Alimardon Shukurov
- Hilal El-Helwe
- Safawi Rasid
- Mohamadou Sumareh
- Anjan Bista
- Onaiwu Ado
- Kamada Daichi
- Furuhashi Kyogo
- Asano Takuma
- Yaser Hamed
- Ángel Guirado
- Ikhsan Fandi
- Alan
- Ngô Hi
- Altymyrat Annadurdyýew
- Jaloliddin Masharipov
- Jackson Irvine
- Adam Taggart
- Saleh Al-Shehri
- Sunil Chhetri

2 bàn
- Hashim Sayed Isa
- Ali Madan
- Jong Il-gwan
- Hwang Hee-chan
- Hwang Ui-jo
- Kwon Chang-hoon
- Beto Gonçalves
- Mohammad Mohebi
- Ahmad Nourollahi
- Kaveh Rezaei
- Ali Adnan Kadhim
- Ahmad Ersan
- Joan Oumari
- Soony Saad
- Syafiq Ahmad
- Ali Ashfaq
- Hlaing Bo Bo
- Suan Lam Mang
- Morita Hidemasa
- Ito Junya
- Inagaki Sho
- Muhsen Al-Ghassani
- Khalid Al-Hajri
- Abdul Aziz Al-Muqbali
- Abdullah Fawaz
- Tamer Seyam
- John-Patrick Strauß
- Hassan Al-Haydos
- Abdulaziz Hatem
- Ahmed Waseem Razeek
- Aias Aosman
- Mardik Mardikian
- Alisher Dzhalilov
- Shahrom Samiev
- Supachok Sarachat
- Trương Vũ Ninh
- Arslanmyrat Amanow
- Wahyt Orazsähedow
- Odil Ahmedov
- Nguyễn Quang Hải
- Quế Ngọc Hải
- Omar Al-Dahi
- Mohsen Qarawi
- Mitchell Duke
- Abdulfattah Asiri

1 bàn
- Zelfy Nazary
- Farshad Noor
- Omid Popalzay
- Amredin Sharifi
- Hossein Zamani
- Mohammed Al-Hardan
- Mohamed Al-Romaihi
- Jasim Al-Shaikh
- Sayed Dhiya Saeed
- Biplu Ahmed
- Topu Barman
- Saad Uddin
- Han Kwang-song
- Jang Kuk-chol
- Keo Sokpheng
- Soeuy Visal
- Tareq Ahmed
- Caio Canedo Corrêa
- Khalil Ibrahim
- Mohammed Jumaa
- Mahmoud Khamees
- Ali Salmeen
- Sebastián Tagliabúe
- Marcus Lopez
- John Matkin
- Jung Sang-bin
- Jung Woo-young
- Kim Young-gwon
- Lee Dong-gyeong
- Na Sang-ho
- Nam Tae-hee
- Song Min-kyu
- James Ha
- Matt Orr
- Roberto
- Đàm Xuân Lạc
- Irfan Bachdim
- Evan Dimas
- I Kadek Agung Widnyana
- Vahid Amiri
- Mehdi Ghayedi
- Ali Gholizadeh
- Alireza Jahanbakhsh
- Hossein Kanaanizadegan
- Shojae Khalilzadeh
- Mehrdad Mohammadi
- Milad Mohammadi
- Morteza Pouraliganji
- Alaa Abbas
- Amjad Attwan
- Ibrahim Bayesh
- Safaa Hadi
- Ahmad Ibrahim Khalaf
- Bashar Resan
- Salem Al-Ajalin
- Yazan Al-Arab
- Hamza Al-Dardour
- Ahmed Samir
- Feras Shelbaieh
- Redha Abujabarah
- Faisal Ajab
- Mobarak Al-Faneeni
- Shabib Al-Khaldi
- Hussain Al-Musawi
- Fahad Al Ansari
- Fahad Al Hajeri
- Abdullah Mawei
- Faisal Zayid
- Abay Bokoleyev
- Valery Kichin
- Tamirlan Kozubaev
- Farhat Musabekov
- Tursunali Rustamov
- Rabih Ataya
- Mohamad Kdouh
- Hassan Maatouk
- Nader Matar
- Brendan Gan
- Guilherme
- Ali Fasir
- Naiz Hassan
- Ibrahim Mahudhee
- Ali Samooh
- Aung Thu
- Maung Maung Lwin
- Dölgöön Amaraa
- Oyunbaataryn Mijiddorj
- Norjmoogiin Tsedenbal
- Nawayug Shrestha
- Haraguchi Genki
- Kawabe Hayao
- Nagai Kensuke
- Hashimoto Kento
- Itakura Ko
- Yoshida Maya
- Sasaki Sho
- Nakajima Shoya
- Endo Wataru
- Nagatomo Yuto
- Arshad Al-Alawi
- Mohammed Al-Ghafri
- Amran Al-Hidi
- Mohsin Al-Khaldi
- Islam Batran
- Mark Hartmann
- Mike Ott
- Javier Patiño
- Iain Ramsay
- Patrick Reichelt
- Stephan Schröck
- Yusuf Abdurisag
- Karim Boudiaf
- Abdelkarim Hassan
- Boualem Khoukhi
- Faris Ramli
- Hafiz Nor
- Safuwan Baharudin
- Shakir Hamzah
- Firas Al-Khatib
- Ward Al Salama
- Khaled Mobayed
- Osama Omari
- Sheriddin Boboev
- Davron Ergashev
- Jahongir Ergashev
- Ehson Panjshanbe
- Komron Tursunov
- Farkhod Vosiyev
- Theerathon Bunmathan
- Teerasil Dangda
- Adisak Kraisorn
- Suphanat Mueanta
- Ekanit Panya
- Chanathip Songkrasin
- Narubadin Weerawatnodom
- Cao Uy Khiết
- Ngô Tuấn Thanh
- Ôn Chí Hào
- Trần Nghị Duy
- Đàm Long
- Kim Kính Đạo
- Lưu Bân Bân
- Ngô Hình Hàn
- Trương Hi Triết
- Güýçmyrat Annagulyýew
- Zafar Babajanow
- Abdy Bäşimow
- Mihail Titow
- Jamshid Iskanderov
- Sanjar Kodirkulov
- Igor Sergeev
- Otabek Shukurov
- Islom Tukhtakhujaev
- Đỗ Duy Mạnh
- Nguyễn Công Phượng
- Trần Minh Vương
- Vũ Văn Thanh
- Nasser Al-Gahwashi
- Abdulwasea Al-Matari
- Martin Boyle
- Ajdin Hrustic
- Fran Karacic
- Aaron Mooy
- Trent Sainsbury
- Abdullah Al-Hamdan
- Ali Al-Hassan
- Yasser Al-Shahrani
- Hattan Bahebri
- Seiminlen Doungel
- Adil Khan

1 bàn phản lưới nhà
- Ovays Azizi (trong trận gặp Ấn Độ)
- Soeuy Visal (trong trận gặp Iran)
- Sor Rotana (trong trận gặp Iran)
- Marcus Lopez (trong trận gặp Philippines)
- Travis Nicklaw (trong trận gặp Maldives)
- Fung Hing Wa (trong trận gặp Iraq)
- Khash-Erdene Tuya (trong trận gặp Nhật Bản)
- Irfan Fandi (trong trận gặp Uzbekistan)
- Trần Uy Toàn (trong trận gặp Kuwait)
- Trương Lâm Bồng (trong trận gặp Syria)